# Yang Fuqing
 Yang Fuqing  (chinesisch 杨芙清; * 1932 in Wuxi, China) ist eine chinesische Mathematikerin, Informatikerin und Hochschullehrerin. Sie ist Professorin an der Faculty of Information and Engineering Sciences der Peking University, wo sie für ihre herausragenden Leistungen als „Madame Curie of Chinese Software“ bekannt ist. Sie ist die Gründerin eines mit der Universität Peking verbundenen Unternehmens, das Dienstleistungen für die Bereiche IT, Bildung, Medien, Kultur, Immobilien und viele weitere erbringt.

## Leben und Werk
Yang erwarb 1958 einen Bachelor-Abschluss in Mathematik und Mechanik an der Universität Peking. Von 1957 bis 1959 studierte sie am Rechenzentrum der Akademie der Wissenschaften der Sowjetunion und an der Lomonossow-Universität Moskau. Yang gehört zu den Informatikern der ersten Generation und war in der Forschung und Praxis ein Pionier im Bereich Software Engineering in China. Ihre Forschung konzentrierte sich auf die Automatisierung der Programmierung. In den 1970er Jahren entwickelte sie das erste chinesische Betriebssystem, das Multitasking unterstützt, und das DJS-240-Betriebssystem, das vollständig mit hochentwickelten Programmiersprachen geschrieben wurde. In den frühen 1980er Jahren leitete sie das Jade Bird (JB) -Projekt, ein bedeutendes Wissenschafts- und Technologieunternehmen, bei dem mehr als 20 Institutionen, 300 Forscher  an der Entwicklung beteiligt waren. Das JB-Projekt hat zum grundlegenden Aufbau der nationalen chinesischen Softwareindustrie beigetragen. Um den Technologietransfer zu beschleunigen, gründete Yang mit Unterstützung der chinesischen Regierung das National Engineering Research Center für Software Engineering sowie die Beijing Beida Jade Bird Universal Sci-Tech Co., Ltd. Von 1983 bis 1999 war sie auch Direktorin der Fakultät für Informatik und Technologie der Universität Peking. Sie erhielt mehrere nationale Preise und betreute viele Masterarbeiten und Dissertationen. Sie hat 8 Bücher und mehr als 150 Artikel veröffentlicht. Sie ist Mitglied des weltweiten Berufsverbandes Institute of Electrical and Electronics Engineers. 1991 wurde sie in die Chinesische Akademie der Wissenschaften gewählt.
Sie ist mit dem Mikroelektroniker Wang Yangyuan verheiratet, mit dem sie einen Sohn und eine Tochter hat.